# Principales inondations en Europe
Cette page est la liste des inondations importantes en Europe.

## Liste des inondations importantes ayant concerné l'Europe
| Année           | Date                      | Détails                                                                                 | Pays                                                                                         | Morts                                                            | Causes |
| --------------- | ------------------------- | --------------------------------------------------------------------------------------- | -------------------------------------------------------------------------------------------- | ---------------------------------------------------------------- | --- |
| 120-114 av J.C. |                           | Inondation de Cymbrian                                                                  | Danemark, Norvège                                                                            | probablement plusieurs centaines                                 | Onde de tempête |
| 589             |                           | Brèche de Cucca                                                                         | Italie                                                                                       |                                                                  | |
| 1104            |                           | Tsunami de 1104                                                                         | Royaume-Uni                                                                                  | Probablement plusieurs centaines, voir milliers[réf. nécessaire] | Vague géante d'origine inconnue |
| 1170            | 31 octobre - 1er novembre | Inondation de la Toussaint en 1170                                                      | Pays-Bas                                                                                     | probablement plusieurs centaines                                 | Onde de tempête |
| 1219            | 14-15 septembre           | Inondation de Grenoble en 1219                                                          | France                                                                                       | Plusieurs centaines                                              | Rupture d'un barrage naturel |
| 1287            | Février                   | Inondation de février 1287 dans le Sud de l'Angleterre                                  | Angleterre                                                                                   | probablement plusieurs centaines[réf. nécessaire]                | Onde de tempête |
| 1287            | 14 décembre               | Inondation de la Sainte-Lucie en 1287                                                   | Pays-Bas, Allemagne, Angleterre                                                              | 50 000–80 000                                                    | Onde de tempête |
| 1304            | 31 octobre - 1er novembre | Inondation de la Toussaint 1304                                                         | Allemagne                                                                                    | 271                                                              | Onde de tempête |
| 1342            | Juillet - Août            | inondations de la Sainte-Madeleine                                                      | Allemagne, Autriche, Italie                                                                  | 6 000                                                            | Pluies torrentielles |
| 1362            | 15-16 janvier             | Inondation de la Saint-Marcel en 1362                                                   | Angleterre, Pays-Bas, Allemagne, Danemark                                                    | >25 000                                                          | Onde de tempête |
| 1404            |                           | Inondation de la Sainte Elizabeth (1404)                                                | Pays-Bas                                                                                     |                                                                  | Onde de tempête |
| 1421            | 18-19 novembre            | Inondation de la Sainte-Élisabeth en 1421                                               | Pays-Bas                                                                                     | 2 000–10 000                                                     | Onde de tempête |
| 1436            | 31 octobre - 1er novembre | Inondation de la Toussaint 1436                                                         | Allemagne                                                                                    | >180                                                             | Onde de tempête |
| 1530            | 5 novembre                | Inondation de la Saint-Félix en 1530                                                    | Pays-Bas                                                                                     |                                                                  | Onde de tempête |
| 1532            | 31 octobre - 1er novembre | Inondation de la Toussaint en 1532                                                      | Pays-Bas, Allemagne                                                                          | > 2 000                                                          | Onde de tempête |
| 1570            | 31 octobre - 1ernovembre  | Inondation de la Toussaint en 1570                                                      | Pays-Bas                                                                                     | >20 000                                                          | Onde de tempête |
| 1607            | 30 janvier                | Inondation dite « du canal de Bristol » (1607)                                          | Angleterre                                                                                   | 3 000                                                            | Cause disputée - possible tsunami                                                                                                   |
| 1613            | 29 mai                    | Déluge de Thuringe                                                                      | Allemagne                                                                                    | 2 261                                                            | Pluies torrentielles |
| 1634            | 11-12 octobre             | Inondation de 1634 au Schleswig-Holstein                                                | Allemagne                                                                                    | 8 000–15 000                                                     | Onde de tempête |
| 1651            |                           | Inondation de la St Pierre                                                              | Pays-Bas, Allemagne                                                                          | 15 000                                                           | Onde de tempête |
| 1703            |                           | Grande tempête de 1703                                                                  | Royaume-Uni, Belgique, Pays-Bas, Allemagne                                                   | 8 000–15 000                                                     | Onde de tempête |
| 1717            | 24-25 décembre            | Inondation de Noël en 1717                                                              | Pays-Bas, Allemagne, Danemark, Norvège                                                       | 14 000                                                           | Onde de tempête |
| 1738            |                           | Inondation de Holmfirth (1738)                                                          | Angleterre                                                                                   | 0                                                                | Pluies torrentielles |
| 1755            | 1er novembre              | Séisme de 1755 à Lisbonne                                                               | Portugal, Espagne, Royaume-Uni, Irlande                                                      | probablement plusieurs milliers                                  | Tsunami |
| 1777            |                           | Inondation de Holmfirth (1777)                                                          | Angleterre                                                                                   | 3                                                                | Pluies torrentielles |
| 1789            | Juillet                   | Crue de la Glomma en juillet 1789                                                       | Norvège, Danemark                                                                            | 63                                                               | Pluies torrentielles et fonte des neiges                                                                                            |
| 1821            |                           | Inondation de Holmfirth (1821)                                                          | Angleterre                                                                                   | 0                                                                | Pluies torrentielles |
| 1825            | Février                   | Inondation de février 1825                                                              | Allemagne, Pays-Bas                                                                          | 800                                                              | Onde de tempête |
| 1829            |                           | Inondation de Findhorn (Écosse)                                                         | Écosse                                                                                       |                                                                  | Pluies torrentielles |
| 1840            | Novembre                  | Crue historique du Rhône de novembre 1840                                               | France                                                                                       | ≈100                                                             | Épisode méditerranéen |
| 1852            |                           | Inondation de Holmfirth (1852)                                                          | Angleterre                                                                                   | 81                                                               | Pluies torrentielles |
| 1856            | 31 mai - 3 juin           | Inondation de 1856 en France                                                            | France, Allemagne, Espagne, Suisse                                                           | ≈100                                                             | Épisode méditerranéen + Eau de fonte + Pluies diluviennes sur une longue période                                                    |
| 1859            |                           | Inondation de Grenoble (1859)                                                           | France                                                                                       |                                                                  | Pluie + Eau de fonte |
| 1864            |                           | Grande inondation de Sheffield                                                          | Royaume-Uni                                                                                  | 270                                                              | Rupture du Réservoir de Dale Dike                                                                                                   |
| 1865            |                           | Inondation de Bucarest (1865)                                                           | Roumanie                                                                                     | Inconnu                                                          | Pluies torrentielles |
| 1872            |                           | Submersion côtière en mer Baltique (1872)                                               | Danemark, Allemagne, Norvège                                                                 | 271                                                              | Onde de tempête |
| 1875            | 5-23 juin                 | Crue de la Garonne en 1875                                                              | France                                                                                       | ≈200                                                             | Épisode méditerranéen |
| 1875            | 12 septembre              | Crue de septembre 1875 dans les Cévennes                                                | France                                                                                       | ≈80                                                              | Épisode méditerranéen |
| 1878            |                           | Inondation de Miskolc, 1878                                                             | Hongrie                                                                                      | 400                                                              | Pluies torrentielles |
| 1879            |                           | Inondation de Segura                                                                    | Espagne                                                                                      | ?                                                                | ? |
| 1890            | 19-23 septembre           | Crue historique de l'Ardèche                                                            | France                                                                                       | 50                                                               | Épisode méditerranéen |
| 1892            | 12 juillet                | Catastrophe de Saint-Gervais-les-Bains                                                  | France                                                                                       | 200                                                              | Rupture de lac sous-glaciaire |
| 1900            | 29 septembre              | Catastrophe de Valleraugue                                                              | France                                                                                       | 30                                                               | Épisode méditerranéen |
| 1910            | Janvier - Mars            | Crue de la Seine de 1910                                                                | France                                                                                       | 0                                                                | Pluies torrentielles + Eau de fonte                                                                                                 |
| 1926            | Décembre - Janvier        | Crue de la Meuse dans la région de Liège 1925-1926                                      | Belgique                                                                                     | 0                                                                | Eau de fonte + Pluies torrentielles                                                                                                 |
| 1928            |                           | Crue de la Tamise de 1928                                                               | Angleterre                                                                                   | 14                                                               | Eau de fonte + Pluies torrentielles + Onde de tempête                                                                               |
| 1930            | 1-4 mars                  | Inondations de mars 1930 dans le Tarn                                                   | France                                                                                       | > 200                                                            | Épisode méditerranéen + Eau de fonte                                                                                                |
| 1934            |                           | Inondation en Pologne, 1934                                                             | Pologne                                                                                      | 55                                                               | Pluies torrentielles |
| 1940            | 16-20 octobre             | Aiguat de 1940                                                                          | Espagne, France                                                                              | 350                                                              | Épisode méditerranéen |
| 1944            |                           | Inondation de Holmfirth (1944)                                                          | Angleterre                                                                                   | 3                                                                | Pluies torrentielles |
| 1947            |                           | Crue de la Tamise de 1947                                                               | Angleterre, Espagne, Allemagne, Pologne, République tchèque                                  |                                                                  | Eau de fonte + Pluies torrentielles                                                                                                 |
| 1951            | 8-15 novembre             | Crue historique du Pô                                                                   | Italie                                                                                       | 84                                                               | Épisode méditerranéen |
| 1952            |                           | Inondation de Lynmouth                                                                  | Royaume-Uni                                                                                  | 34                                                               | Pluies torrentielles |
| 1953            | 31 janvier - 1er février  | Inondation causée par la mer du Nord en 1953                                            | Pays-Bas, Royaume-Uni                                                                        | 2 000                                                            | Onde de tempête |
| 1957            | 13-15 octobre             | Grande inondation de Valence (1957)                                                     | Espagne                                                                                      | 81                                                               | Pluies torrentielles et crue de la Turia                                                                                            |
| 1958            | Septembre - Octobre       | Déluge à répétition dans les Cévennes,                                                  | France                                                                                       | 36                                                               | Série d’Épisodes méditerranéens |
| 1959            | 2 décembre                | Catastrophe du Barrage de Malpasset                                                     | France                                                                                       | 423                                                              | Rupture de barrage |
| 1961            |                           | Crue de l'Ebre à Saragosse                                                              | Espagne                                                                                      | ?                                                                | |
| 1962            |                           | Submersion côtière de 1962 en Mer Baltique                                              | Pays-Bas, Royaume-Uni, Allemagne                                                             | 318                                                              | Onde de tempête |
| 1963            | 9 octobre                 | Catastrophe du Barrage de Vajont                                                        | Italie                                                                                       | 1 917                                                            | Glissement de terrain causé par une seiche, provoquant un megatsunami                                                               |
| 1963            |                           | Crue du Guadalquivir à Cordoba et Séville                                               | Espagne                                                                                      | ?                                                                | |
| 1965            |                           | Crue du Danube de 1965                                                                  | Allemagne, Autriche, Slovaquie, Hongrie, Yougoslavie                                         | 10                                                               | Pluies torrentielles, Eau de fonte des Alpes, et rupture de digue du Číčov                                                          |
| 1966            | 2-6 novembre              | Inondations de Florence de 1966                                                         | Italie                                                                                       | 35                                                               | Épisode méditerranéen et eau de fonte                                                                                               |
| 1968            |                           | Grande inondation de 1968                                                               | Royaume-Uni, France                                                                          | 0                                                                | Pluies torrentielles et orages |
| 1970            |                           | Inondation en Roumanie, 1970                                                            | Roumanie                                                                                     | 209                                                              | Pluies torrentielles et eau de fontes                                                                                               |
| 1976            | Janvier                   | Coup de vent de janvier 1976                                                            | Irlande, Pays-Bas, Royaume-Uni, Danemark, Norvège, Allemagne                                 | 82                                                               | Onde de tempête |
| 1977            | 8 juillet                 | Inondations de 1977 en Gascogne                                                         | France                                                                                       | 16                                                               | Pluies torrentielles |
| 1978            |                           | Submersion côtière en Mer du Nord, 1978                                                 | Angleterre                                                                                   | 0                                                                | Onde de tempête |
| 1981            | Décembre                  | Tempête de décembre 1981                                                                | Angleterre, Pays de Galles, France                                                           |                                                                  | Onde de tempête + Eau de fonte |
| 1982            | 6-8 novembre              | Tempête méditerranéenne de novembre 1982                                                | France, Andorre                                                                              | 27                                                               | Onde de tempête + Épisode méditerranéen                                                                                             |
| 1983            | 26-28 août                | Crue torrentielle sur le Pays basque                                                    | Espagne, France                                                                              | 36                                                               | Pluies torrentielles |
| 1985            | 19 juillet                | Catastrophe du barrage du Val de Stava                                                  | Italie                                                                                       | 286                                                              | Fracture du réservoir du barrage.                                                                                                   |
| 1987            | 14-15 juillet             | Catastrophe du Grand-Bornand                                                            | France                                                                                       | 23                                                               | Pluies torrentielles |
| 1987            |                           | Catastrophe de Valtellina                                                               | Italie                                                                                       | 53                                                               | Épisode méditerranéen |
| 1988            | 3 octobre                 | Catastrophe de Nîmes                                                                    | France                                                                                       | 12                                                               | Épisode méditerranéen |
| 1992            | 22 septembre              | Inondation de Vaison-la-Romaine en septembre 1992                                       | France                                                                                       | 49                                                               | Épisode méditerranéen |
| 1994            | 5-6 novembre              | Crue torrentielle dans le Piémont                                                       | Italie                                                                                       | 70                                                               | Un Épisode méditerranéen de trois jours, conduit à une décharge extrême des affluents du fleuve Pô                                  |
| 1996            | 7 août                    | Catastrophe de Biescas                                                                  | Espagne                                                                                      | 87                                                               | Pluies torrentielles et coulées de boue                                                                                             |
| 1997            | Juillet                   | Inondations en Europe centrale de 1997                                                  | République tchèque, Allemagne, Pologne                                                       | 115                                                              | Pluies diluviennes sur une longue période                                                                                           |
| 1998            |                           | Inondation de Jarovnice                                                                 | Slovaquie                                                                                    | 63                                                               | Pluies torrentielles et rupture de barrages dût aux débris                                                                          |
| 1998            | 5-6 mai                   | Catastrophe de Sarno                                                                    | Italie                                                                                       | 161                                                              | Pluies torrentielles et coulées de boue                                                                                             |
| 1999            |                           | Inondation de Pentecôte 1999                                                            | Autriche, Allemagne                                                                          |                                                                  | Pluies torrentielles et eau de fonte venant des Alpes                                                                               |
| 1999            | 12-13 novembre            | Catastrophe de Lézignan-Corbières                                                       | France                                                                                       | 36                                                               | Épisode méditerranéen et submersion côtière                                                                                         |
| 1999            | 27 décembre               | Inondation de la centrale nucléaire du Blayais en 1999                                  | France                                                                                       | 0                                                                | Onde de tempête |
| 2000            |                           | Inondations d'automne 2000 en Europe de l'Ouest                                         | Royaume-Uni, Italie, France, Suisse, Espagne, Pays-Bas, Irlande, Danemark, Norvège, Slovénie | 20                                                               | Pluies torrentielles |
| 2002            | Août                      | Inondations historiques en Europe Centrale                                              | République tchèque, Autriche, Allemagne, Slovaquie, Pologne, Hongrie, Roumanie, Croatie      | 113                                                              | Pluies torrentielles |
| 2002            |                           | Inondation de Glasgow en 2002                                                           | Royaume-Uni                                                                                  | 0                                                                | Pluies torrentielles |
| 2002            | 8-9 septembre             | Catastrophe dans le Gard                                                                | France                                                                                       | 24                                                               | Épisode méditerranéen |
| 2003            | 1er-17 décembre           | Crue historique du Rhône de décembre 2003                                               | France                                                                                       | 6                                                                | Épisode méditerranéen |
| 2004            | 16 août                   | Crue éclair de Boscastle                                                                | Royaume-Uni                                                                                  | 0                                                                | Pluies torrentielles |
| 2005            |                           | Inondations en Europe centrale de 2005                                                  | Roumanie, Suisse, Autriche, Allemagne                                                        | 42                                                               | Pluviométrie record |
| 2006            | Février - Avril           | Inondations européennes de 2006                                                         | Bulgarie, Roumanie, Serbie, Macédoine, Allemagne, République tchèque, Hongrie                | 0                                                                | Les digues et les levées mal-construites, ainsi qu'un hiver anormalement long, a contribué à provoquer ces importantes inondations. |
| 2007            |                           | Inondation côtière en Mer du Nord, 2007                                                 | Belgique, Danemark, Allemagne, Pays-Bas, Norvège, Royaume-Uni                                | 0                                                                | Onde de tempête |
| 2007            |                           | Inondations au Royaume-Uni, 2007                                                        | Royaume-Uni                                                                                  | 6                                                                | Pluies torrentielles |
| 2008            |                           | Crues éclairs en Irlande, 2008                                                          | Irlande                                                                                      | 1                                                                | Pluies torrentielles |
| 2008            |                           | Inondation de Morpeth, 2008                                                             | Royaume-Uni                                                                                  | 0                                                                | Pluies torrentielles |
| 2009            |                           | Inondations dans l'Archipel Britannique, 2009                                           | Royaume-Uni, Irlande                                                                         | 4                                                                | Pluies torrentielles |
| 2009            |                           | Inondations européennes de 2009                                                         | Autriche, République tchèque, Hongrie, Pologne, Roumanie, Slovaquie, Turquie                 | 33                                                               | Pluies torrentielles |
| 2009            |                           | Inondations de Workington, 2009                                                         | Royaume-Uni                                                                                  | 1                                                                | Pluie torrentielle |
| 2009            | 2 octobre                 | Inondations et coulées de boue à Messine                                                | Italie                                                                                       | 31                                                               | Épisode méditerranéen |
| 2009            |                           | Crues torrentielles en Turquie                                                          | Turquie                                                                                      | 31                                                               | Pluie torrentielle |
| 2010            | 26 février - 1er mars     | Tempête Xynthia                                                                         | France, Espagne, Allemagne, Portugal, Belgique                                               | 53                                                               | Onde de tempête + Pluie torrentielle                                                                                                |
| 2010            |                           | Inondations d'Europe Centrale, 2010                                                     | Pologne, Hongrie                                                                             | 37                                                               | Pluie torrentielle |
| 2010            |                           | Inondations en Slovénie                                                                 | Slovénie                                                                                     | 3                                                                | Pluie torrentielle |
| 2010            | 15 juin                   | Inondations de juin 2010 dans le Var                                                    | France                                                                                       | 25                                                               | Épisode méditerranéen |
| 2010            |                           | Inondations en Albanie                                                                  | Albanie                                                                                      |                                                                  | Pluie torrentielle |
| 2011            | 1er-15 novembre           | Tempête méditerranéenne de novembre 2011                                                | Espagne, France, Italie                                                                      | 17                                                               | Épisode méditerranéen + Medicane |
| 2011            |                           | Tempête Beryt                                                                           | Angleterre                                                                                   | 0                                                                | Onde de tempête |
| 2012            | 6-7 juillet               | Inondations de 2012 en Russie                                                           | Russie                                                                                       | 172                                                              | Pluie torrentielle |
| 2012            |                           | Inondations dans l'Archipel Britannique, 2012                                           | Royaume-Uni, Irlande                                                                         | 9                                                                | Pluie torrentielle |
| 2012            |                           | Inondations en Roumanie                                                                 | Roumanie                                                                                     | 5                                                                | Pluie torrentielle |
| 2013            | Mai - Juin                | Inondations européennes de 2013                                                         | Allemagne, République tchèque, Autriche, Suisse, Slovaquie, Biélorussie, Pologne, Hongrie    | 25                                                               | Pluie torrentielle |
| 2013            | 18 juin                   | Crue du 18 juin 2013 en pays Toy                                                        | France                                                                                       | 3                                                                | Pluie torrentielle |
| 2013            | 18-19 novembre            | Tempête Cleopatra                                                                       | Italie                                                                                       | 18                                                               | Cyclone subtropical méditerranéen                                                                                                   |
| 2014            | Mai                       | Inondations en Europe du Sud-Est de 2014                                                | Bosnie-Herzégovine, Croatie, Serbie, Roumanie                                                | 86                                                               | Pluie torrentielle |
| 2014            |                           | Inondations en Bulgarie                                                                 | Bulgarie                                                                                     | 16                                                               | Pluie torrentielle |
| 2014            | Septembre-novembre        | Crue à répétition de l'automne 2014                                                     | France                                                                                       | 20                                                               | Nombre d'épisode méditerranéen isolé successif record                                                                               |
| 2015            | 3 octobre                 | Inondations d'octobre 2015 dans les Alpes-Maritimes                                     | France                                                                                       | 20                                                               | Épisode méditerranéen |
| 2016            | Mai-Juin                  | Inondations européennes de 2016                                                         | Autriche, Belgique, France, Allemagne, Moldavie, Roumanie                                    | 19                                                               | Pluie torrentielle |
| 2016            |                           | Inondations en Macédoine                                                                | Macédoine                                                                                    | 21                                                               | Pluie torrentielle |
| 2018            | 15-16 octobre             | Inondations d'octobre 2018 dans l'Aude                                                  | France                                                                                       | 15                                                               | Épisode méditerranéen |
| 2019            |                           | Inondation dans le Sud-est de L'Espagne                                                 | Espagne                                                                                      | 6                                                                | Épisode méditerranéen |
| 2019            | 22-24 octobre             | Inondation dans le sud de la France des Pyrénées-Orientales au Alpes-Maritimes          | France                                                                                       | 3                                                                | Épisode méditerranéen |
| 2019            | 22-24 novembre            | Inondation dans le Var et les Alpes-Maritimes                                           | France                                                                                       | 6.                                                               | Épisode méditerranéen. |
| 2019            | 1-2 décembre              | Inondation dans le Var, les Alpes-Maritimes, les Alpes-de-Haute-Provence et en Vaucluse | France                                                                                       | 7                                                                | Épisode méditerranéen. |
| 2019            | 13-15 décembre            | Inondation dans le Sud-ouest                                                            | France                                                                                       | 3                                                                | Pluie torrentielle |
| 2021            | 14-15 juillet             | Inondations de juillet 2021 en Europe                                                   | Allemagne, Belgique, France, Italie, Luxembourg, Pays-Bas, Suisse                            | Au moins 279[réf. souhaitée]                                     | Pluie torrentielle |
| 2023            | 16-19 mai                 | Inondations de 2023 en Émilie-Romagne                                                   | Italie                                                                                       | 14                                                               | Pluie torrentielle |
| 2024            | Septembre                 | Inondations de 2024 en Europe centrale                                                  | Autriche, Pologne, Roumanie, Slovaquie, Tchéquie                                             | 24                                                               | Pluie torrentielle |
| 2024            | Octobre                   | Inondations de 2024 en Espagne                                                          | Espagne                                                                                      | Au moins 158                                                     | Pluie torrentielle |